# Diposis bulbocastanum
Diposis bulbocastanum är en flockblommig växtart som beskrevs av Dc. Diposis bulbocastanum ingår i släktet Diposis och familjen flockblommiga växter. Inga underarter finns listade i Catalogue of Life.